# Martin le Franc
Martin Le Franc (1410 circa – 1461) è stato un poeta francese del tardo Medioevo e del primo Rinascimento.

## Biografia
Martin le Franc nacque in Normandia e studiò a Parigi. Entrò in un ordine monastico divenendo protonotaro apostolico e successivamente, segretario dell'Antipapa Felice V e del Papa Nicola V.
Nominato prevosto a Losanna nel 1443, divenne canonico della Chiesa di Ginevra nel 1447. Nel 1451, fu al servizio di Amedeo VIII di Savoia e quindi amministratore dell'abazia di Novalesa nel 1459.
Il lavoro più importante di le Franc, fu il mastodontico poema di 24.000 versi Le Champion des Dames, dedicato a Filippo il Buono e datato 1441 - 1442 ma pubblicato soltanto nel 1503. Esso narra della nobiltà e delle azioni di molte donne attraverso la storia, fra le quali Giovanna d'Arco, e attacca ferocemente la corruzione nei governi e l'edonismo e il lusso dell'aristocrazia.
Martin le Franc è famoso nella storia della musica per aver coniato la frase "la contenance angloise", una frase, molto dibattuta, che si riferiva al caratteristico sound inglese contenuto nella musica del compositore John Dunstable. La "contenance" (probabilmente consonanza), dolce musicalità che era predominante nella musica inglese dei compositori a lui contemporanei, era molto influenzata dalla musica della Scuola di Borgogna durante il periodo che la Borgogna fu alleata all'Inghilterra.
Un altro lungo poema di le Franc fu L'Estrif de Fortune et Vertu (1447-1448), che era sia moralistico che didattico rappresentando un dibattito fra la fortuna e la virtù.